# The Independent
The Independent este un ziar din Marea Britanie, înființat în anul 1986. 
Din anul 2004, ziarul este tipărit sub formă de tabloid. Ziarul are un tiraj de 243.398 exemplare zilnic (martie - aprilie 2008).
Este deținut de compania media Independent News & Media, care deține și ziarul The Independent on Sunday, înființat în anul 1990, ca ediție de duminică a ziarului The Independent.. Acesta re are un tiraj de 243.398 exemplare zilnic (martie - aprilie 2008).